# Guardias imperiales
Guardias imperiales era el nombre de un conjunto de cuerpos de guardia personal de los reyes de la Monarquía Hispánica en los siglos XVI y XVII, con la Casa de Austria, especialmente en el único periodo en que coincidió la condición imperial (Sacro Imperio Romano Germánico), es decir, el reinado de Carlos I de España y V de Alemania (1519-1556). Desde entonces la elección imperial recayó en los llamados Austrias de Viena y no en los Austrias de Madrid. La Casa de Borbón utilizó desde 1700 el concepto francés de Guardia de corps. Con posterioridad se empleó (hasta hoy) el término de Guardia Real.
Entre estos cuerpos estaban representantes de los diferentes territorios poseídos por el emperador: los alabarderos de la Guardia Española o amarilla, los archeros de Borgoña (desde 1506, con Felipe el Hermoso) y los alabarderos de la Guardia tudesca o alemana (desde 1519, elección imperial de Carlos V).
Otros cuerpos similares fueron las Guardias Viejas de Castilla, la guardia valona y los monteros de Espinosa.